# Miśnia
Miśnia (niem. Meißen; górnołuż. Mišno; łac. Misena) – miasto powiatowe w południowo-wschodniej części Niemiec, w kraju związkowym Saksonia, w okręgu administracyjnym Drezno, siedziba powiatu Miśnia. Leży nad Łabą, ok. 26 km od Drezna.
Miśnia słynie z produkcji wina oraz porcelany miśnieńskiej.

## Historia
Miejscowość założona około 929 przez króla Henryka I, jako punkt oparcia na nowo podbitym terytorium słowiańskiego plemienia Glomitów (zob. → Gana). Pierwszy raz wzmiankowana w 968, była stolicą Marchii Miśnieńskiej i biskupstwa Miśni. Na skalistym wzgórzu znajdował się stojący do dziś zamek biskupi Albrechtsburg. U jego podnóża powstało podgrodzie i osada targowa, zamieszkane po części przez ludność słowiańską. Przez parę miesięcy w 1002 Miśnia należała do Polski pod panowaniem Bolesława I Chrobrego. W trakcie wojny polsko-niemieckiej w 1015 syn Bolesława i przyszły król Polski Mieszko oblegał miasto. Oblężenie zakończyło się niepowodzeniem na skutek przyboru wody na rzece Łabie. W 1046 w zjeździe w Miśni uczestniczyli książę polski Kazimierz I Odnowiciel i książę pomorski Siemomysł. Jesienią 1071 roku w Miśni miał miejsce zjazd z udziałem króla niemieckiego Henryka IV Salickiego, księcia polskiego Bolesława II Szczodrego i księcia czeskiego Wratysława II.

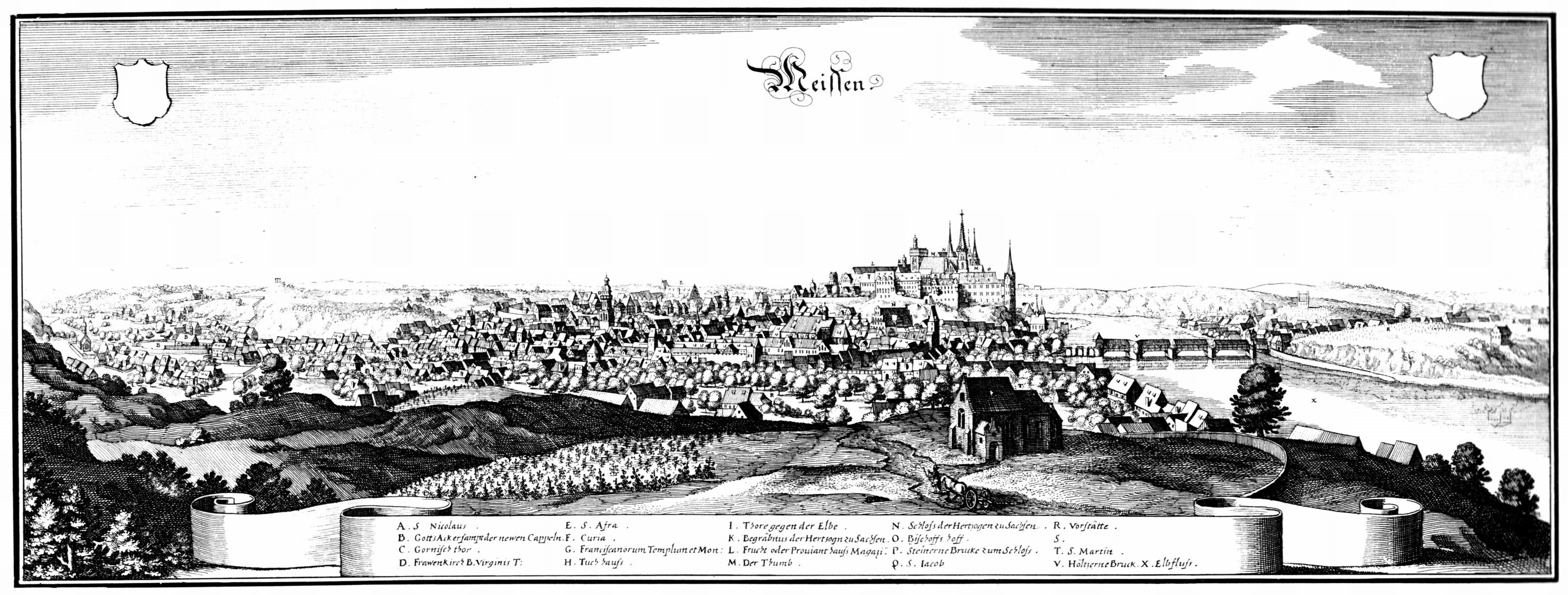
Miśnia w XVII wieku

W 1332 roku Miśnia otrzymała prawa miejskie. Biskupem Miśni w latach 1392–1398 był Jan Kietlicz. W 1410 roku zakończono budowę katedry. W 1416 lub 1417 w Miśni został spalony na stosie czeski husyta Mikołaj z Drezna. Od 1423 do 1464 Miśnia była stolicą Elektoratu Saksonii. W 1534 roku w katedrze w Miśni została pochowana Barbara Jagiellonka, córka króla Polski Kazimierza Jagiellończyka.
W XVI wieku Saksonia przeszła na luteranizm, ostatni biskup diecezji miśnieńskiej złożył urząd w 1581 r.
Na mocy dekretu króla Augusta II Mocnego z 23 stycznia 1710 założono w zamku Albrechtsburg Królewsko-Polską i Elektorsko-Saską Manufakturę Porcelany (niem.: Königlich-Polnische und Kurfürstlich-Sächsische Porzellan-Manufaktur) – pierwszą manufakturę porcelany w Europie.
W czasie wojny siedmioletniej 4 grudnia 1759 w bitwie pod Miśnią wojska austriackie odniosły zwycięstwo nad Prusakami. W 1790 roku do Miśni dotarło powstanie chłopskie w Saksonii.

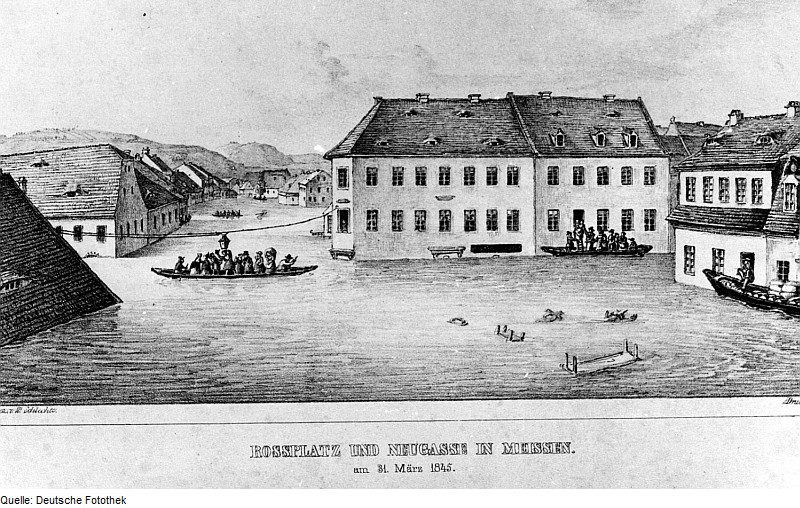
Powódź w Miśni w 1845 r.

W 1806 roku Miśnia została częścią Królestwa Saksonii, połączonego w latach 1807–1815 unią z Księstwem Warszawskim.
W 1834 roku firma Ferd. Thürmer otworzyła tu pierwszą w Saksonii fabrykę fortepianów. Na terenie zakładu w 1999 otwarto muzeum pokazujące historię produkcji tych instrumentów w Miśni – pierwsze takie w Niemczech. W 1863 przeniesiono manufakturę porcelany z zamku Albrechtsburg do obecnej lokalizacji na osiedlu Triebischtal.
W 1871 Miśnia znalazła się w granicach zjednoczonych Niemiec. Na skutek porażki Niemiec w II wojnie światowej w 1945 Miśnia trafiła do radzieckiej strefy okupacyjnej, z której w 1949 utworzono Niemiecką Republikę Demokratyczną. Od 1990 w granicach Wolnego Kraju Saksonii Republiki Federalnej Niemiec.

## Zabytki
Zabytki Starego Miasta:
- Wzgórze Zamkowe:

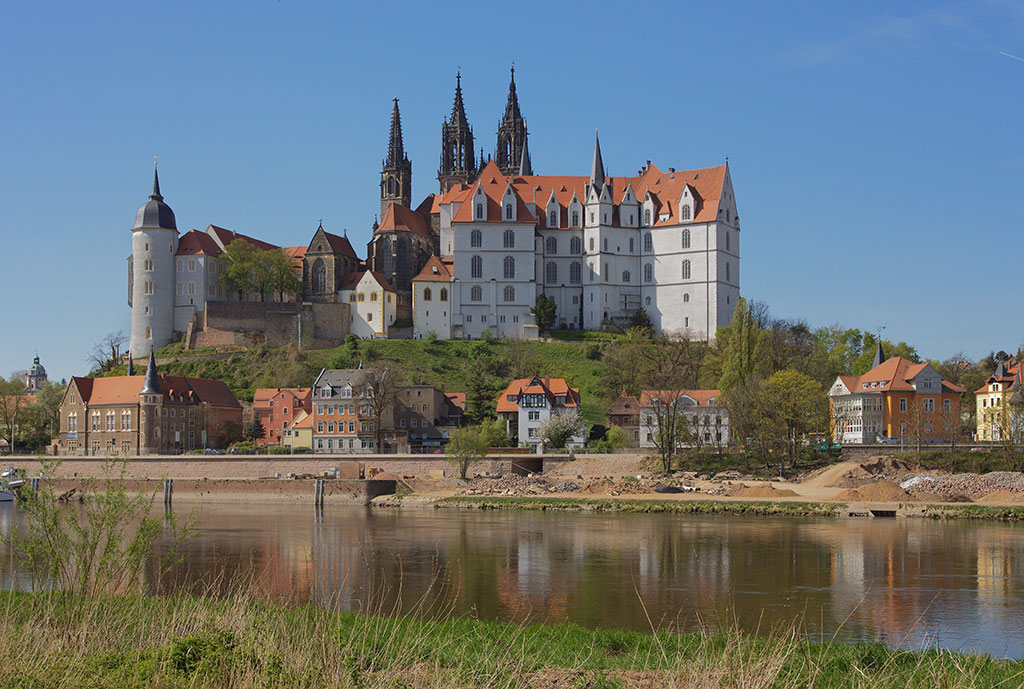
Wzgórze Zamkowe, od lewej: zamek biskupi, katedra św. Jana i św. Donata, zamek Albrechtsburg

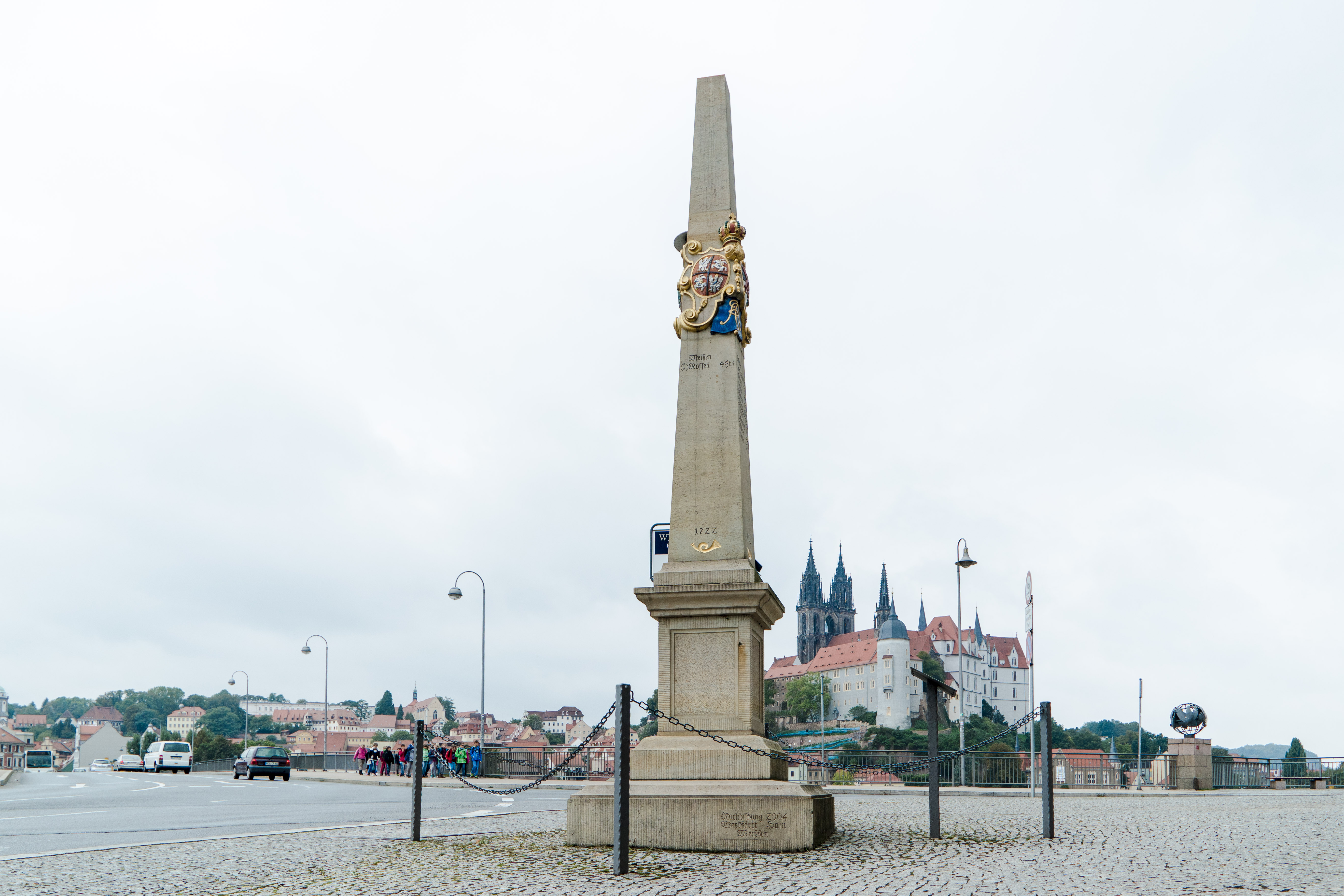
Słup dystansowy poczty polsko-saskiej z 1722 r., w tle zamek Albrechtsburg

  - Katedra św. Jana i św. Donata (Dom zu Meißen) z XIII wieku
  - Zamek Albrechtsburg(inne języki) z XV wieku – pierwsza siedziba Królewsko-Polskiej i Elektorsko-Saskiej Manufaktury Porcelany
  - Zamek biskupi z lat 1476–1518 (przebudowany w 1912)
- Ratusz z lat 1472–1486
- Kościół św. Piotra i Pawła
- Kościół św. Afry
- Kościół Marii Panny z lat 1460–1520
- Dom Prałata z ok. 1509 r. (późnogotycki)
- Stary Browar z XV w. (przebudowany w XVI w. w stylu renesansowym)
- Spichlerz z 1542 r. (przebudowany w 1897 na mieszkania)
- Teatr Miejski z lat 1545–1547 (renesansowy, później przebudowywany)
- Kamienice w stylach renesansowym i barokowym
- Gimnazjum św. Afry z lat 1876–1879
- Kamienica przy Placu Henryka 7 (Heinrichsplatz 7) z ok. 1900 r. przyozdobiona XVI-wiecznymi detalami: herbami Hesji, Polski i Saksonii[4]

Zabytki w innych częściach miasta:
- polsko-saski pocztowy słup dystansowy z 1722 r.
- manufaktura porcelany miśnieńskiej
- Zamek Siebeneichen(inne języki) z XVII wieku
- kościół katolicki pw. św. Benona z lat 1885–1887 (neogotycki)

## Klimat (1979-2013)
| Miesiąc                                 | Sty   | Lut   | Mar   | Kwi  | Maj  | Cze  | Lip  | Sie  | Wrz  | Paź  | Lis   | Gru   | Roczna |
| --------------------------------------- | ----- | ----- | ----- | ---- | ---- | ---- | ---- | ---- | ---- | ---- | ----- | ----- | ------ |
| Rekordy maksymalnej temperatury [°C]    | 15.4  | 18.9  | 21.9  | 29.3 | 31.3 | 35.6 | 36.9 | 37.4 | 30.5 | 26.9 | 19.7  | 16.0  | 37,4   |
| Średnie temperatury w dzień [°C]        | 2,7   | 3,8   | 8,3   | 13,5 | 18,9 | 21,5 | 23,8 | 23,7 | 19,0 | 13,9 | 7,4   | 4,0   | 13,4   |
| Średnie dobowe temperatury [°C]         | 0,0   | 0,6   | 4,3   | 8,6  | 13,5 | 16,3 | 18,4 | 18,1 | 14,0 | 9,5  | 4,4   | 1,4   | 9,1    |
| Średnie temperatury w nocy [°C]         | -2,8  | -2,5  | 0,7   | 3,7  | 8,0  | 11,2 | 13,2 | 13,1 | 9,8  | 5,8  | 1,7   | -1,1  | 5,1    |
| Rekordy minimalnej temperatury [°C]     | -24.5 | -21.5 | -13.6 | -6.5 | -2.9 | 1.8  | 6.4  | 4.2  | 1.3  | -6.2 | -13.3 | -21.7 | −24,5  |
| Opady [mm]                              | 45    | 35    | 45    | 42   | 58   | 64   | 83   | 76   | 51   | 41   | 52    | 52    | 643    |
| Średnia liczba dni z opadami            | 11    | 9     | 10    | 9    | 10   | 11   | 12   | 11   | 9    | 8    | 10    | 11    | 121    |
| Źródło: Na podstawie 35-lecia 1979-2013 |       |       |       |      |      |      |      |      |      |      |       |       |        |

## Współpraca
- Arita, Japonia
- Fellbach, Badenia-Wirtembergia
- Korfu, Grecja
- Litomierzyce, Czechy
- Provo, Stany Zjednoczone
- Vitry-sur-Seine, Francja
- Legnica, Polska

## Galeria

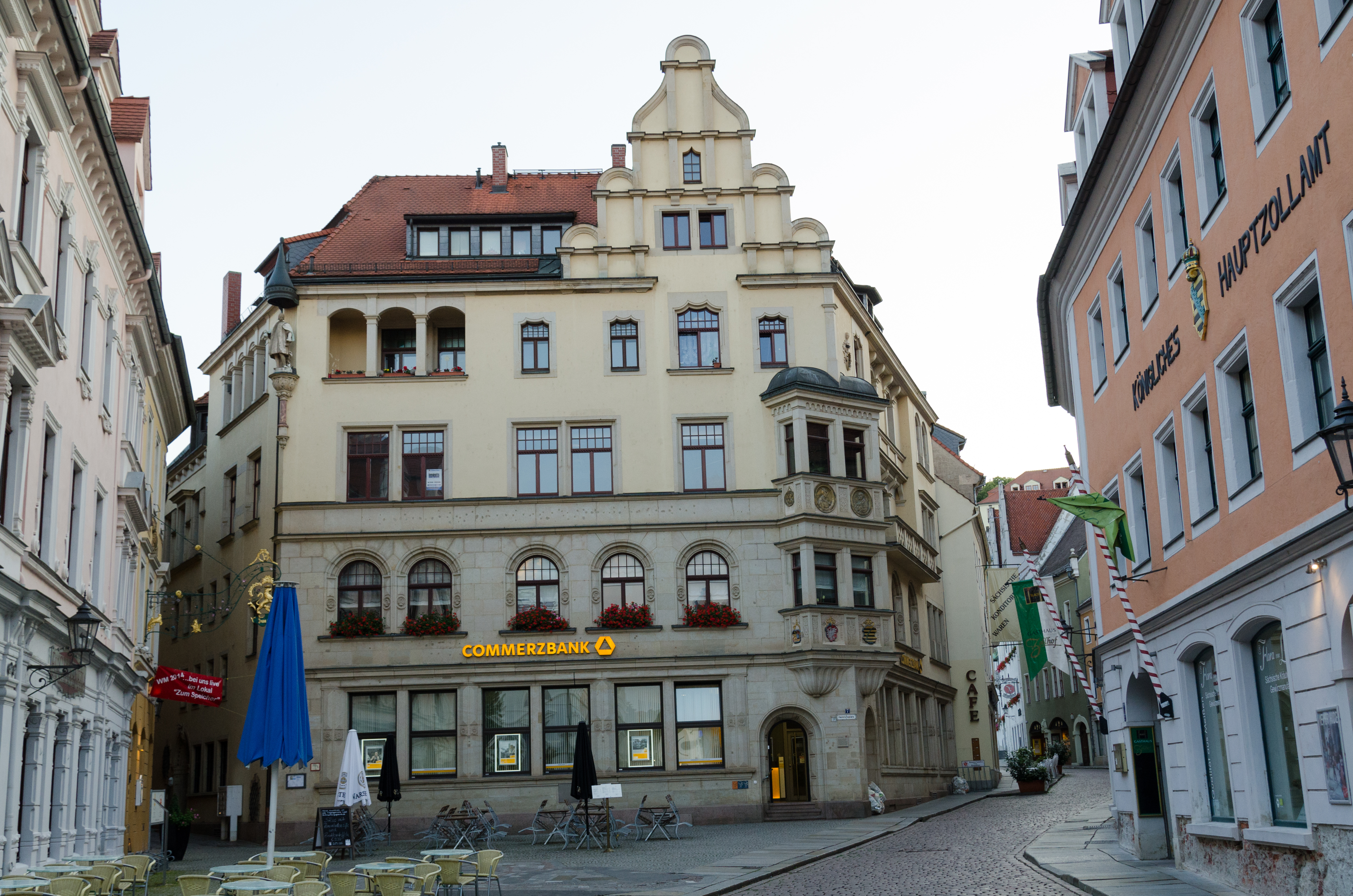
Kamienica przy Placu Henryka 7
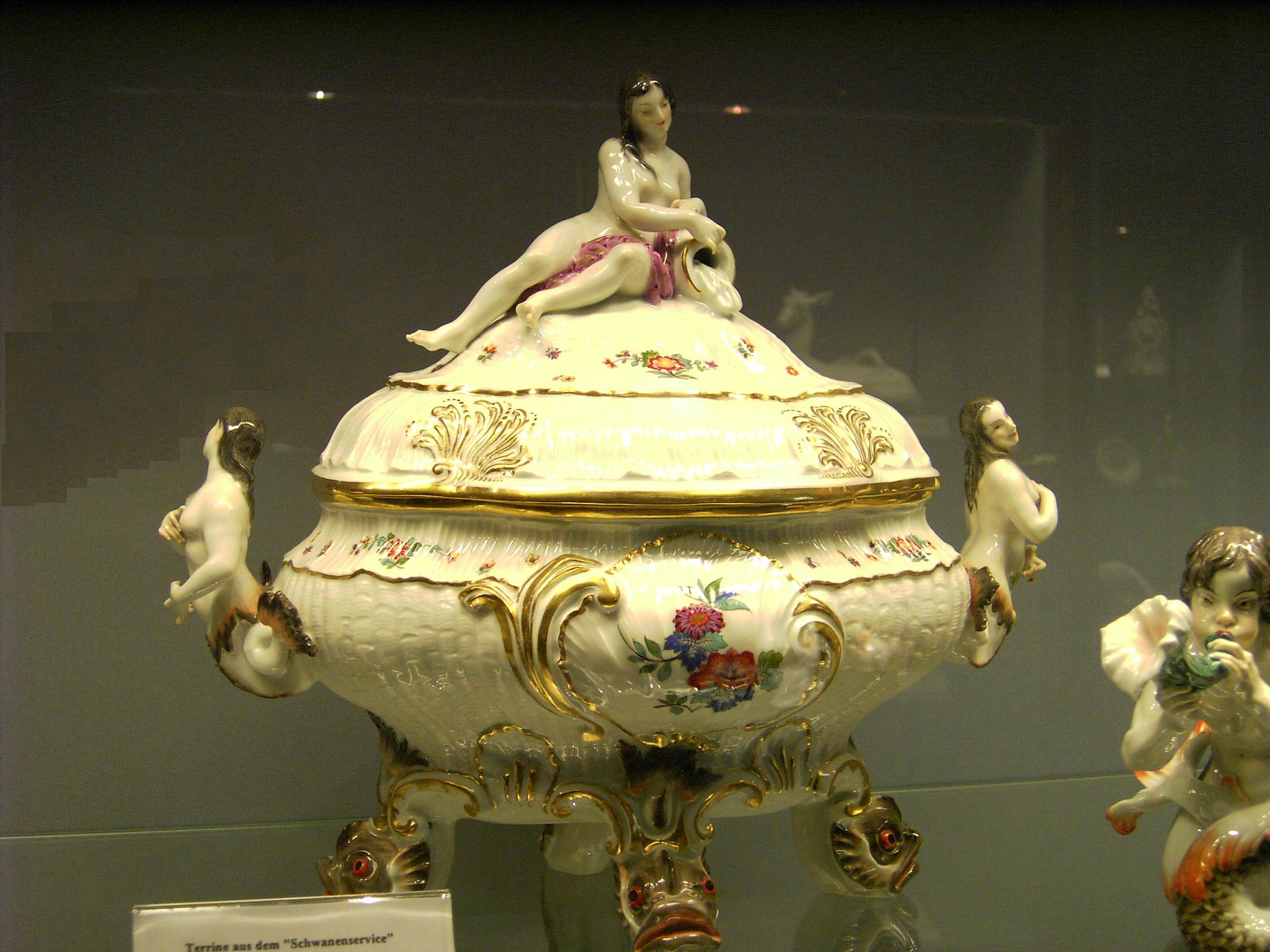
Naczynie z miśnieńskiej porcelany
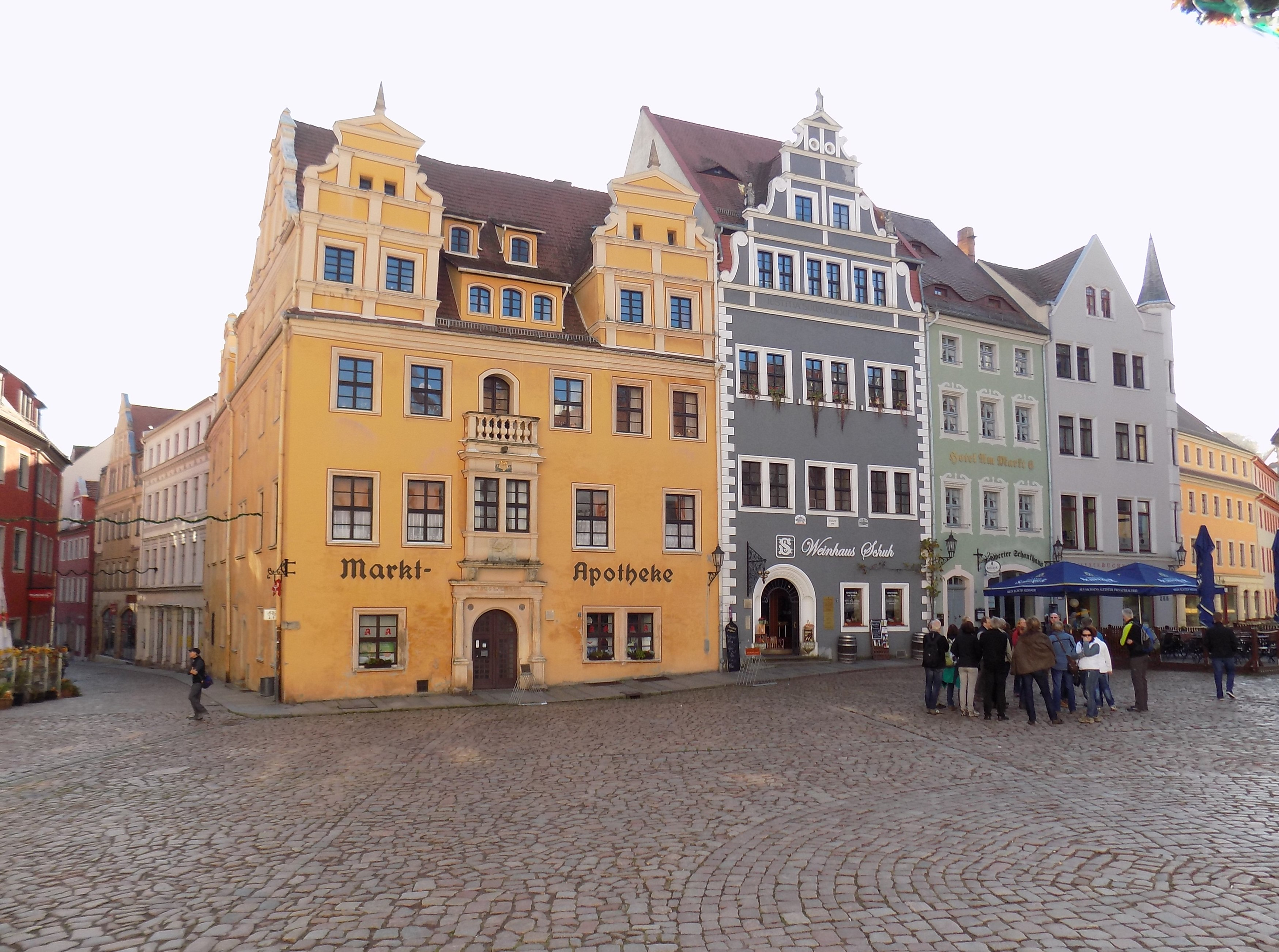
Południowa pierzeja Rynku
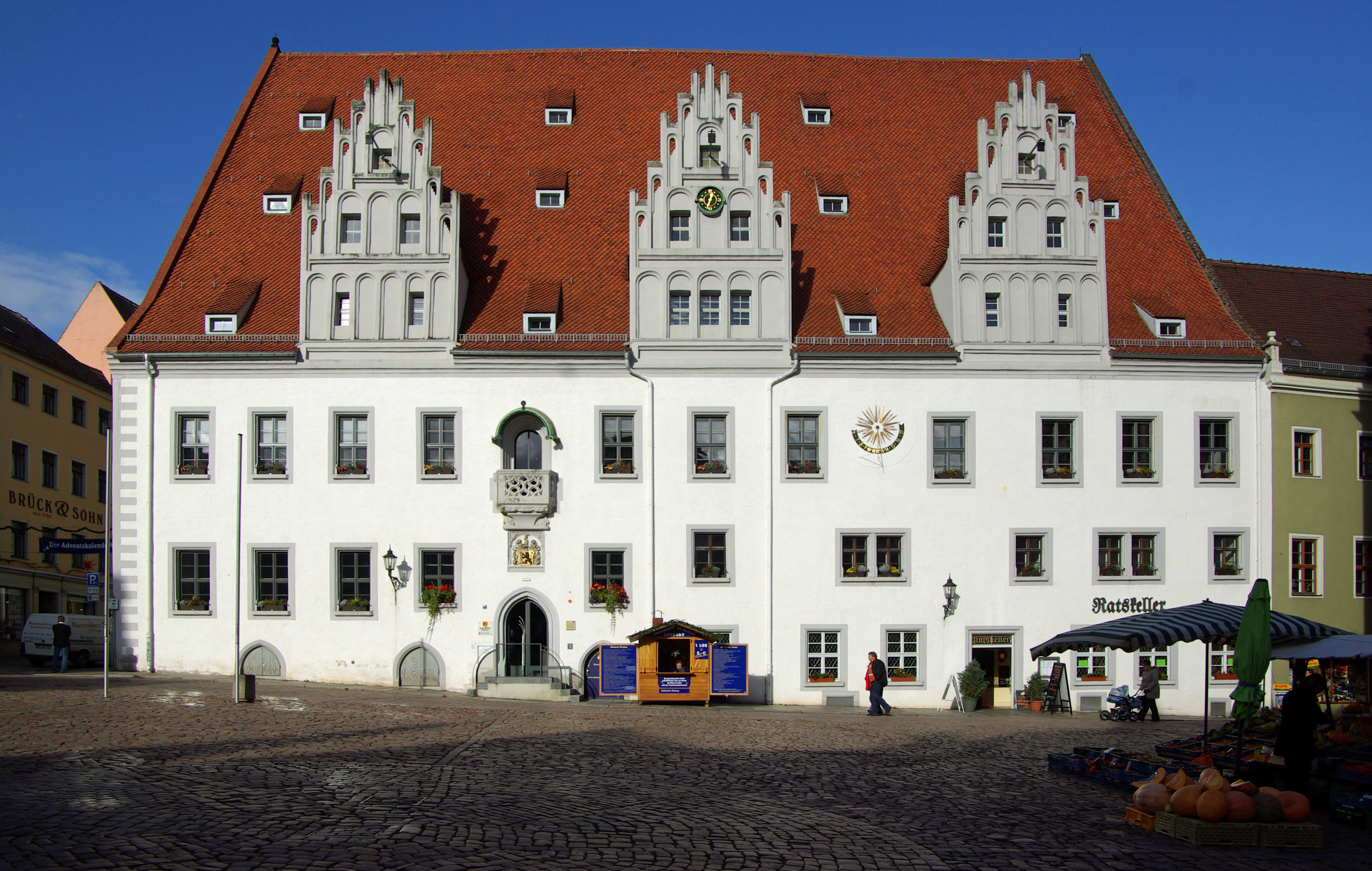
Ratusz
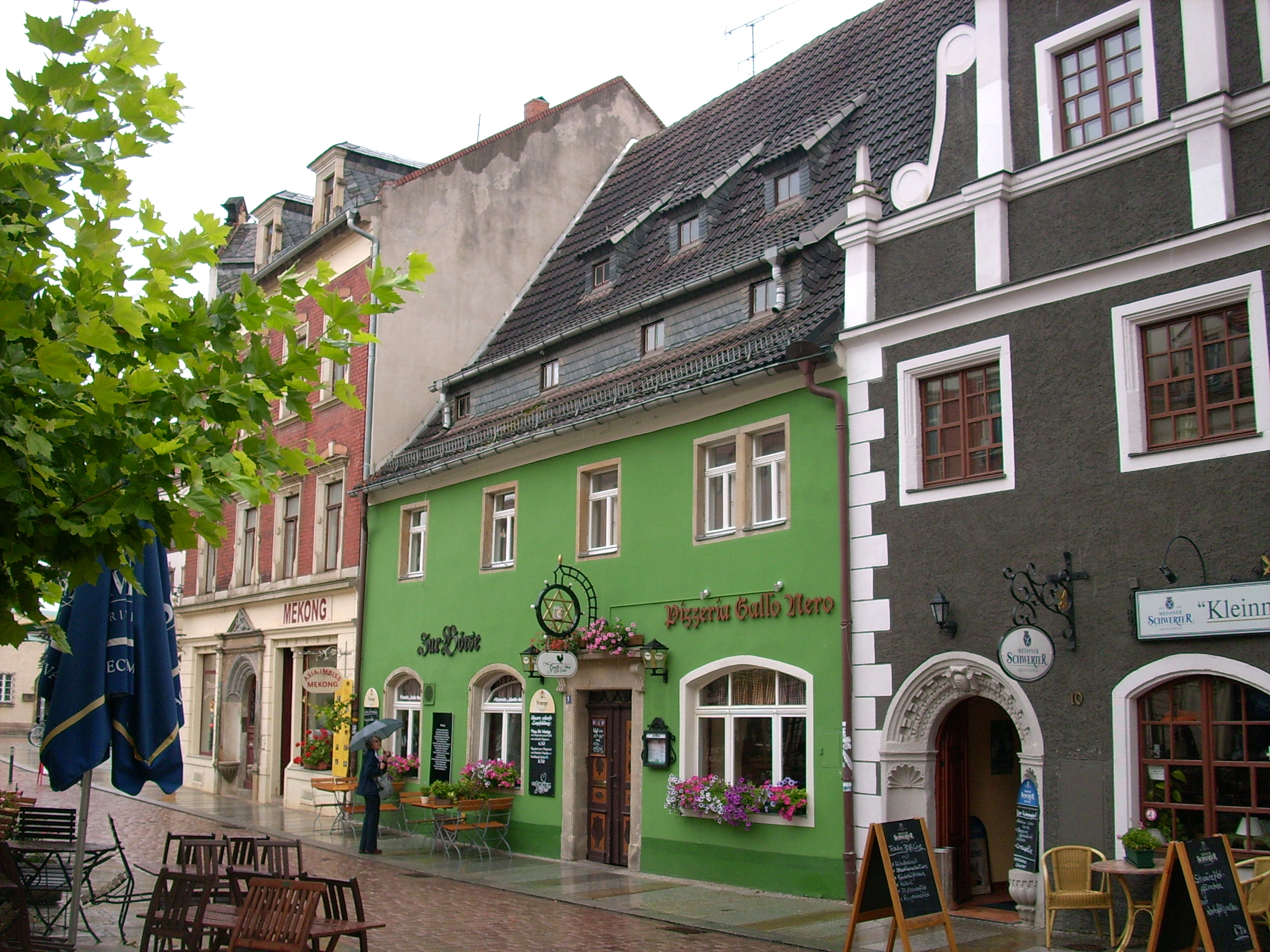
Kamienice przy Małym Rynku
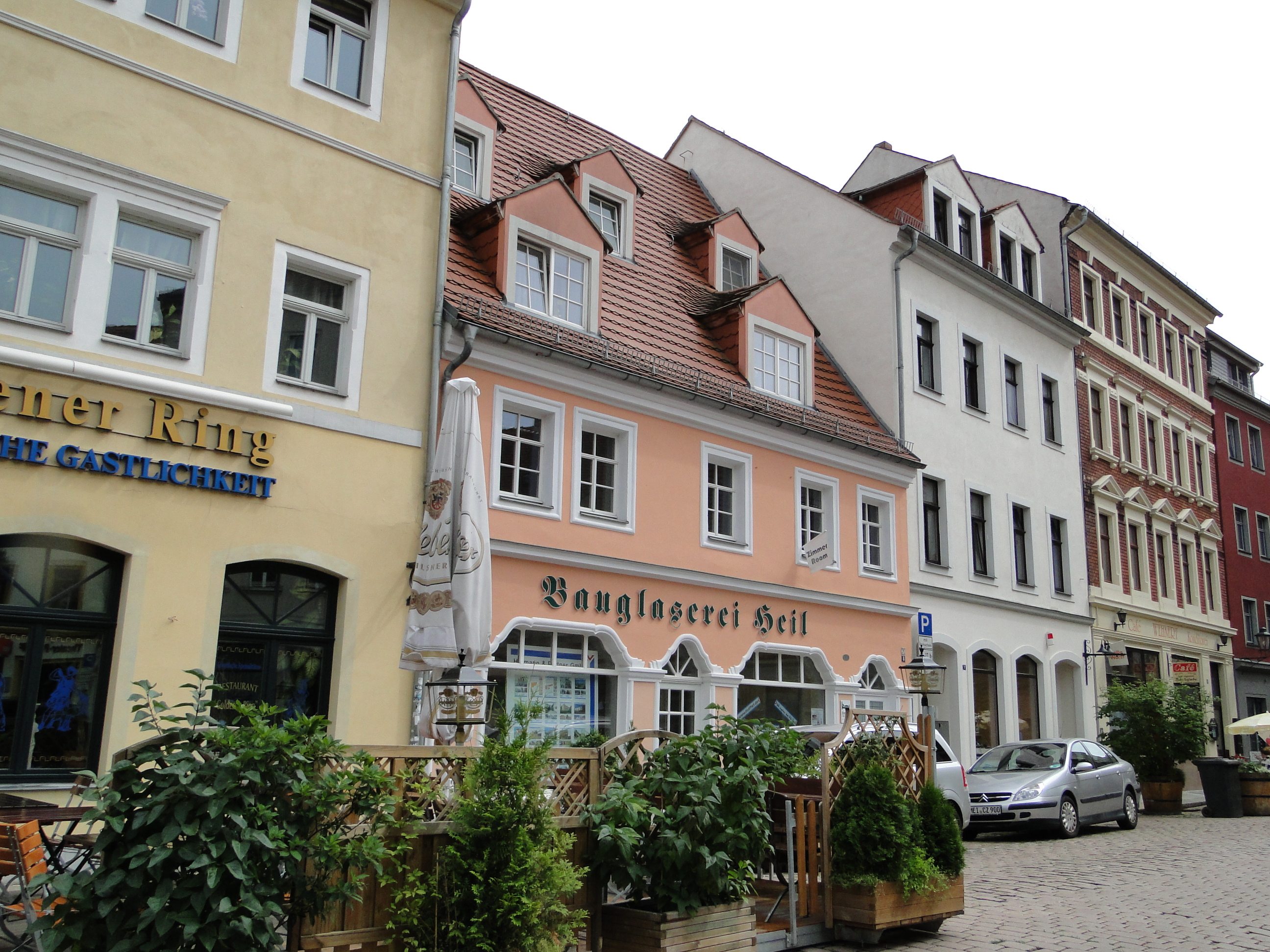
Kamienice przy ulicy Lipskiej
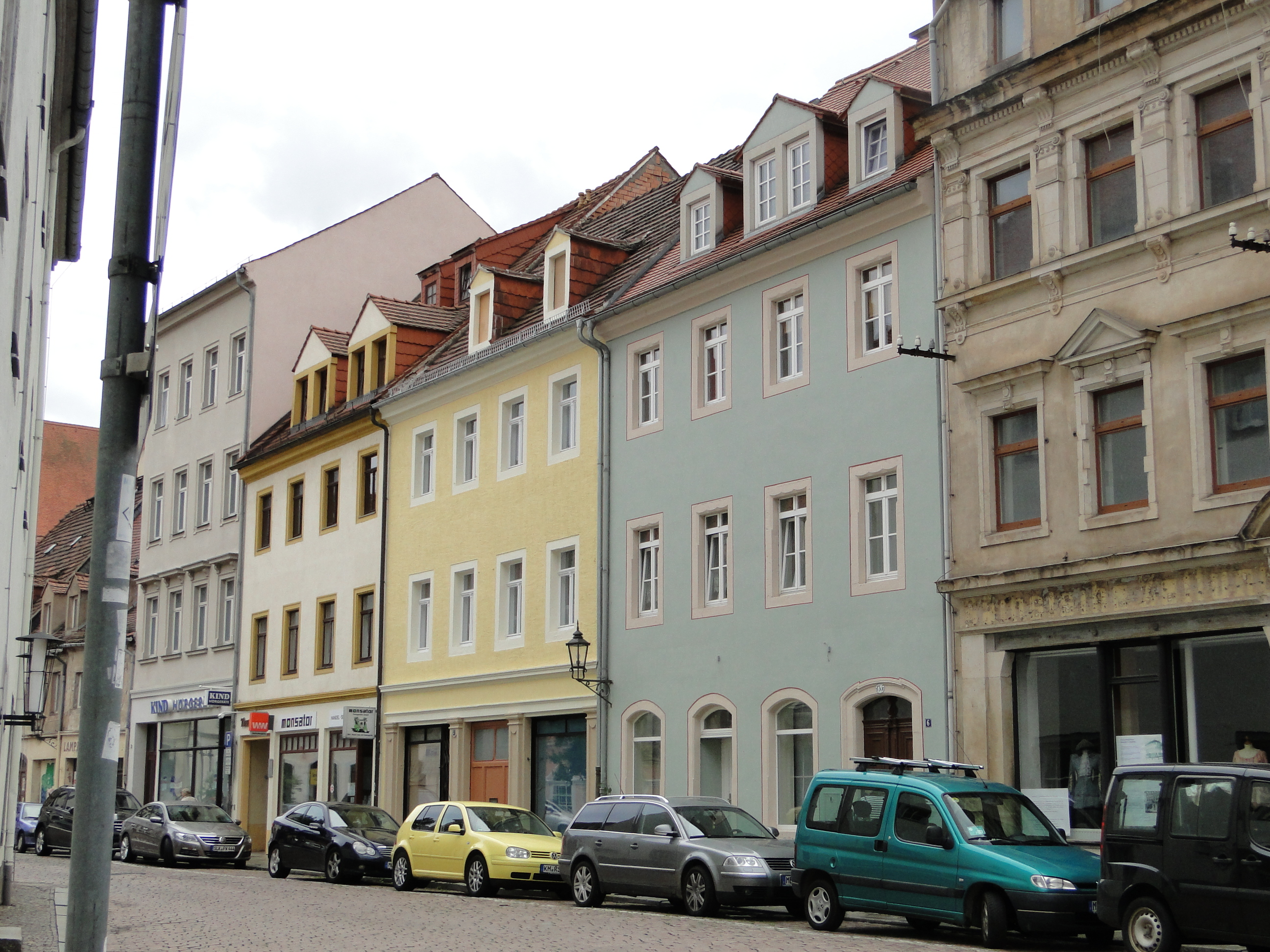
Kamienice przy Placu Teatralnym
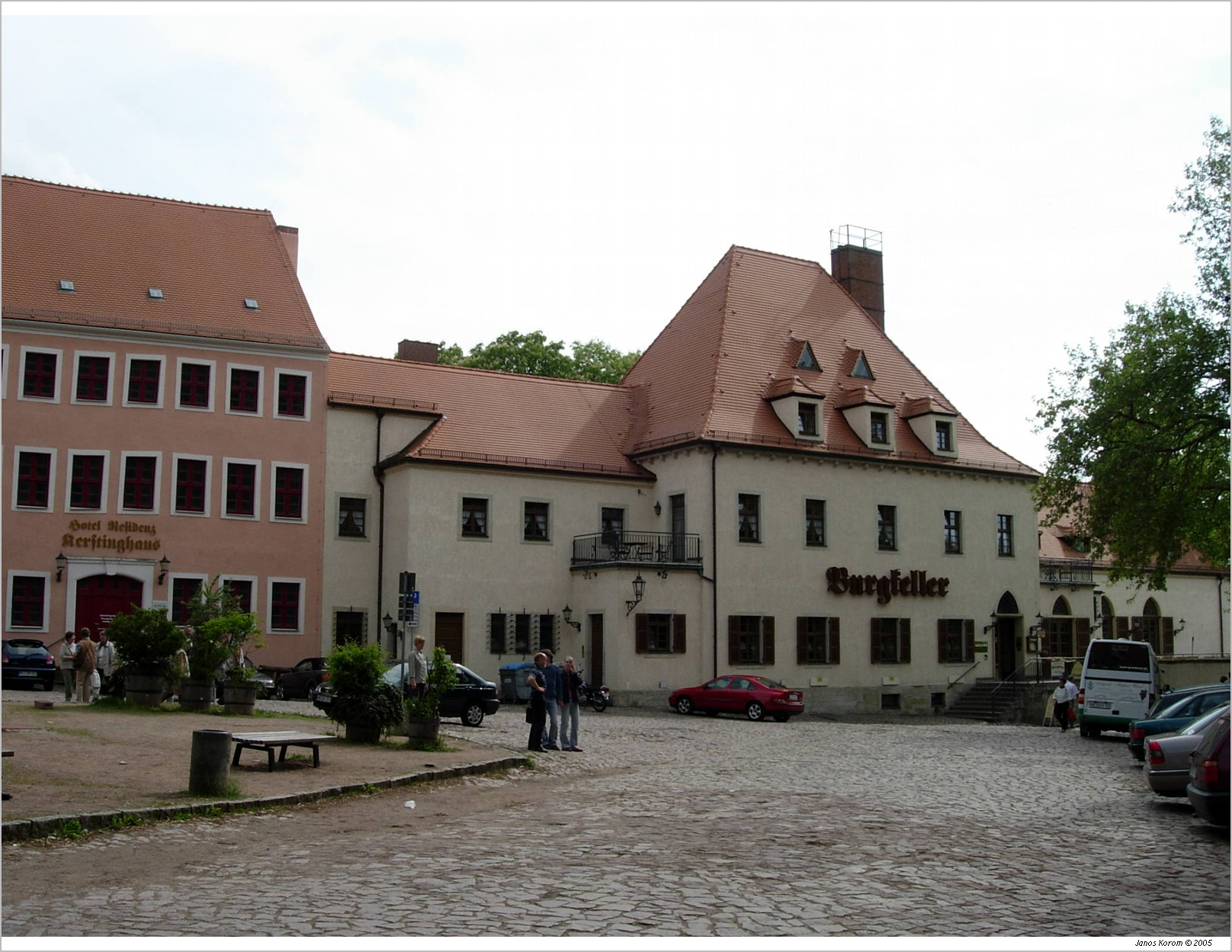
Plac katedralny
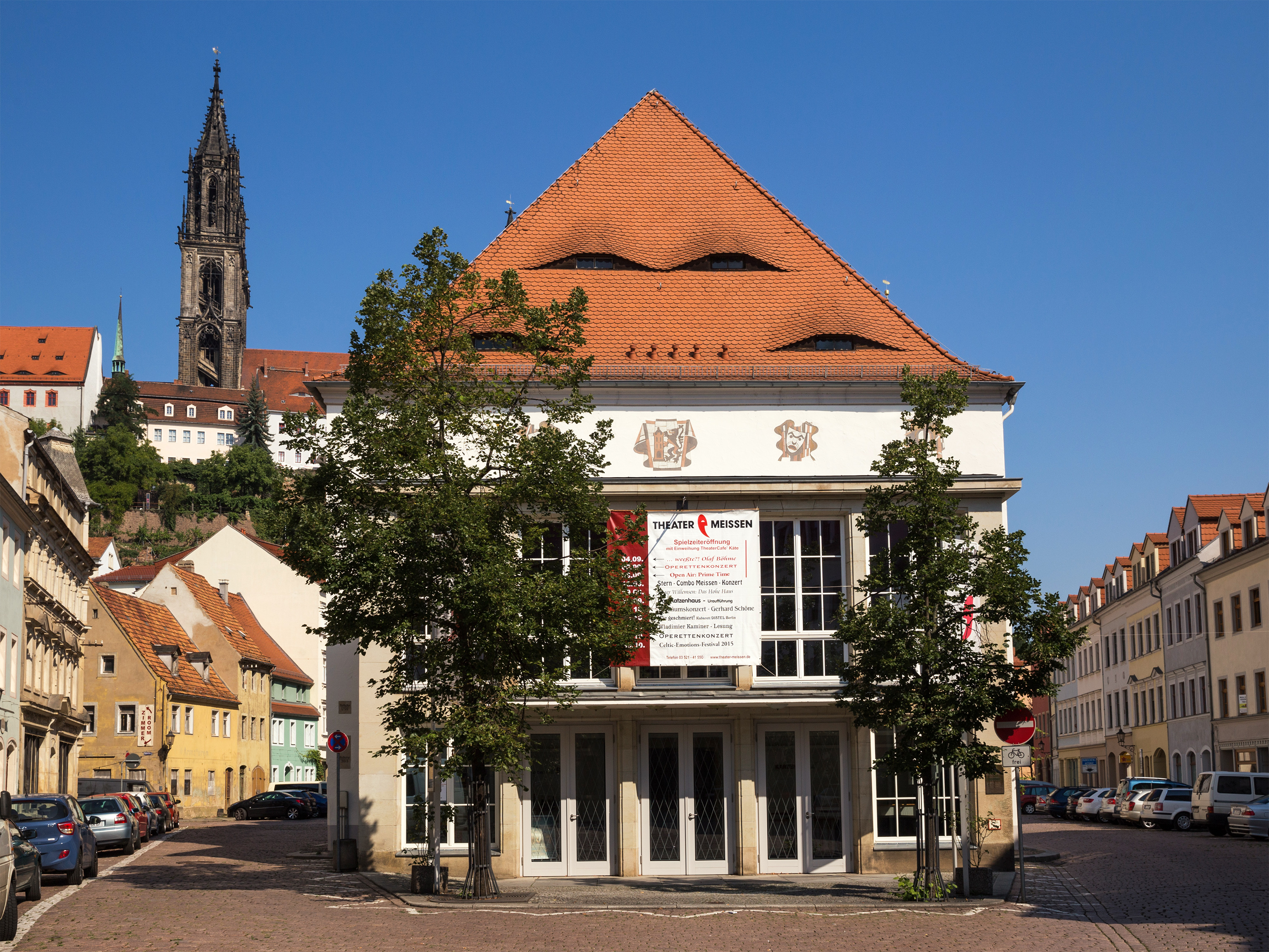
Teatr miejski
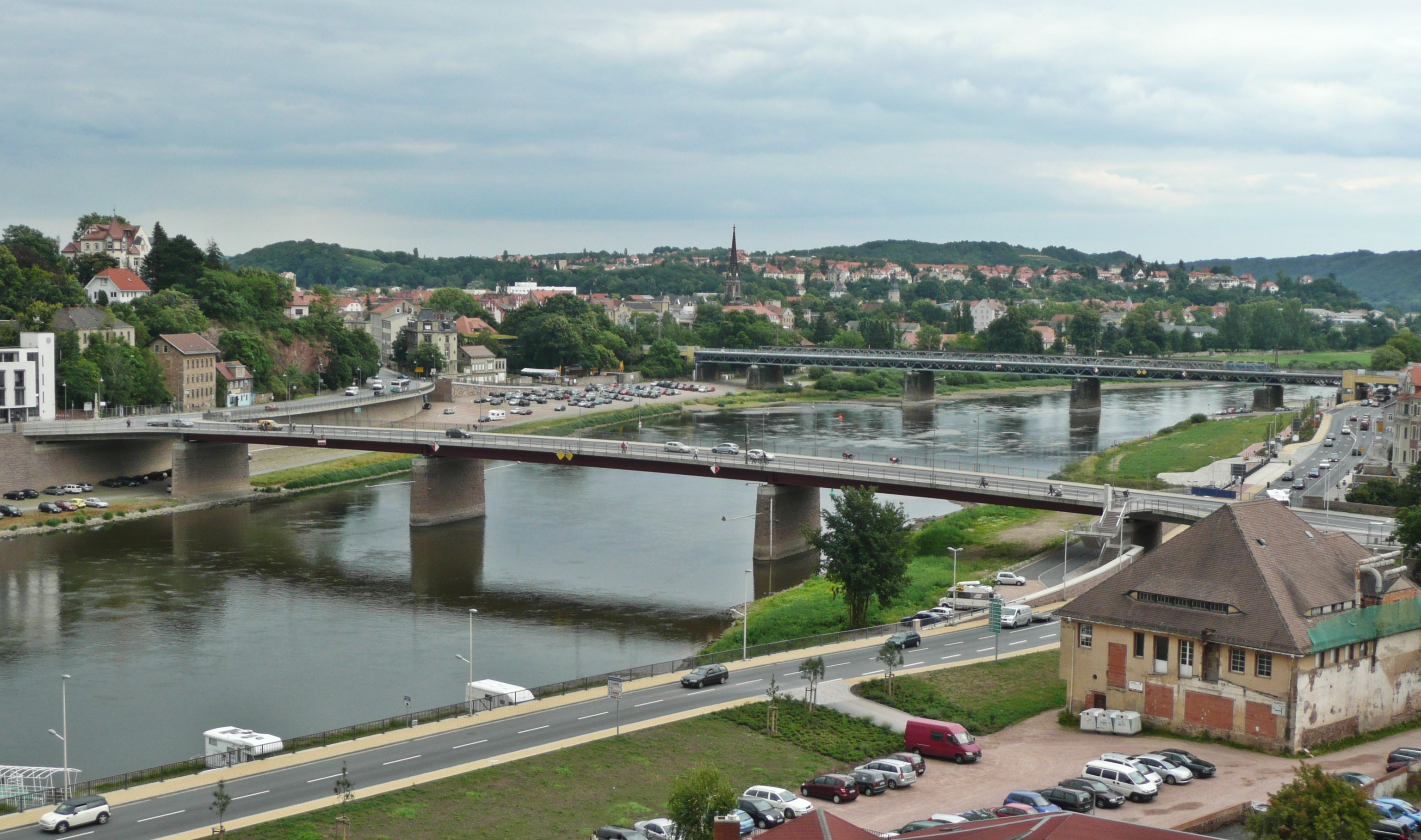
Mosty drogowy i kolejowy na Łabie
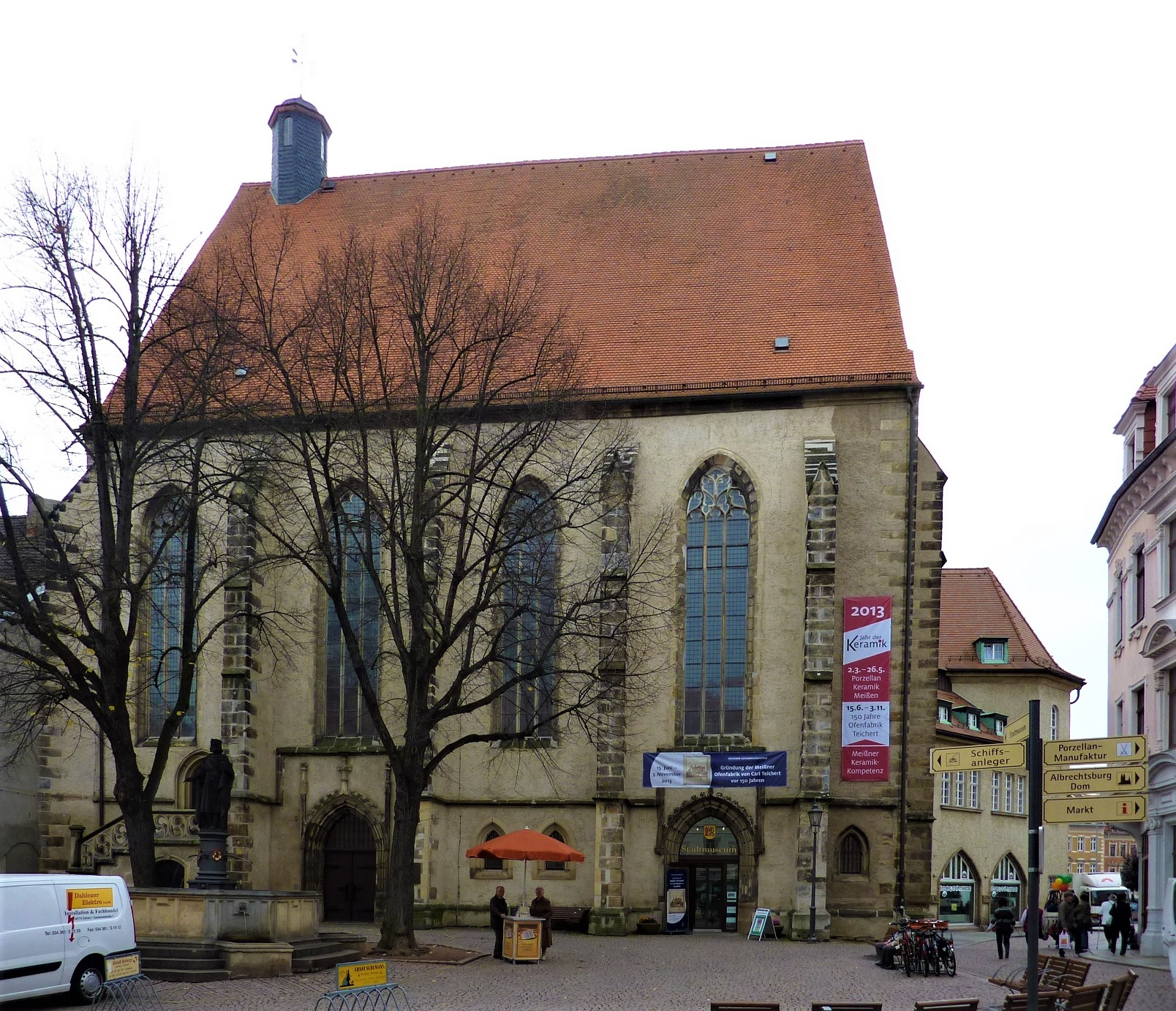
Kościół św. Piotra i Pawła
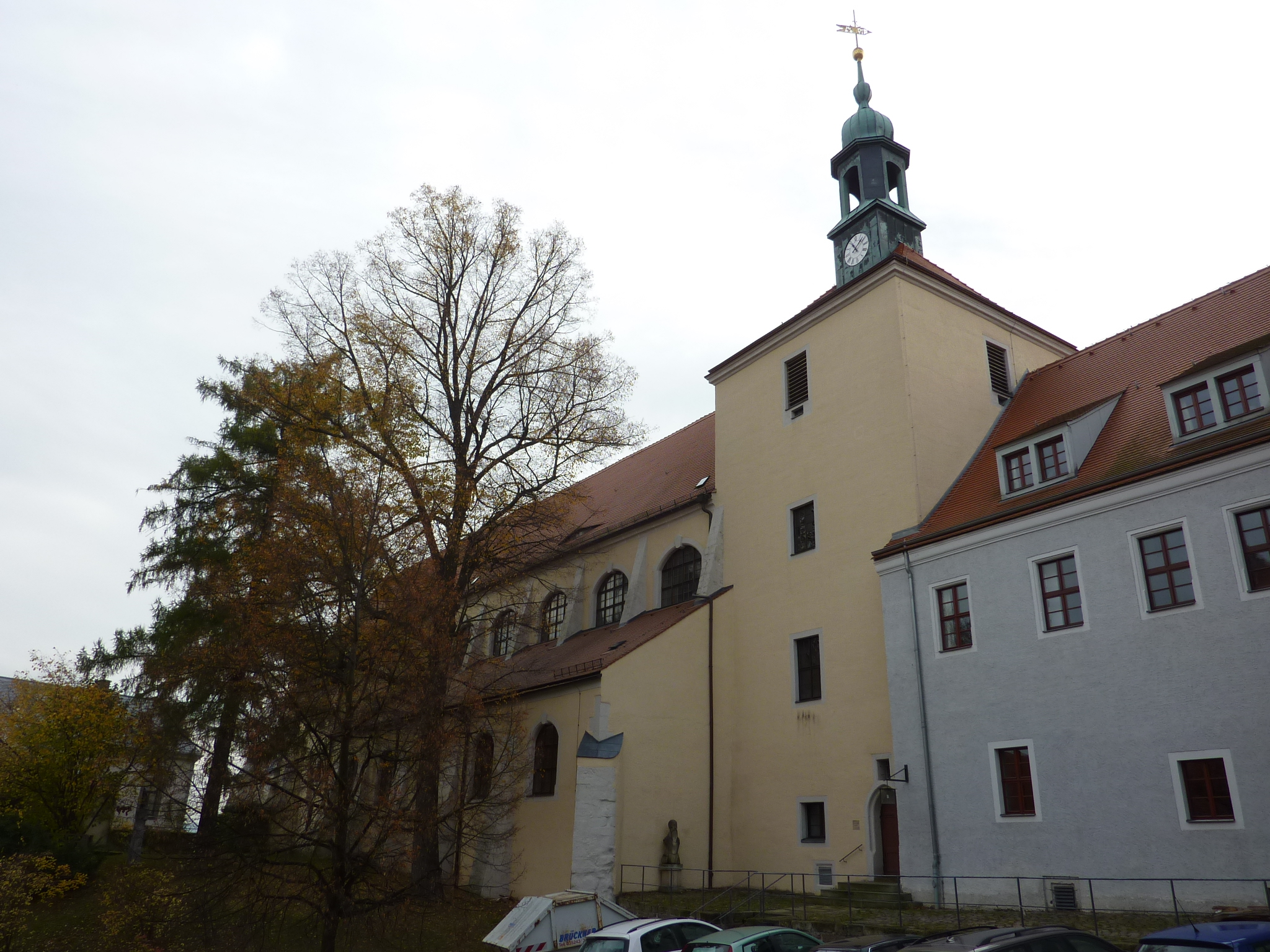
Kościół św. Afry
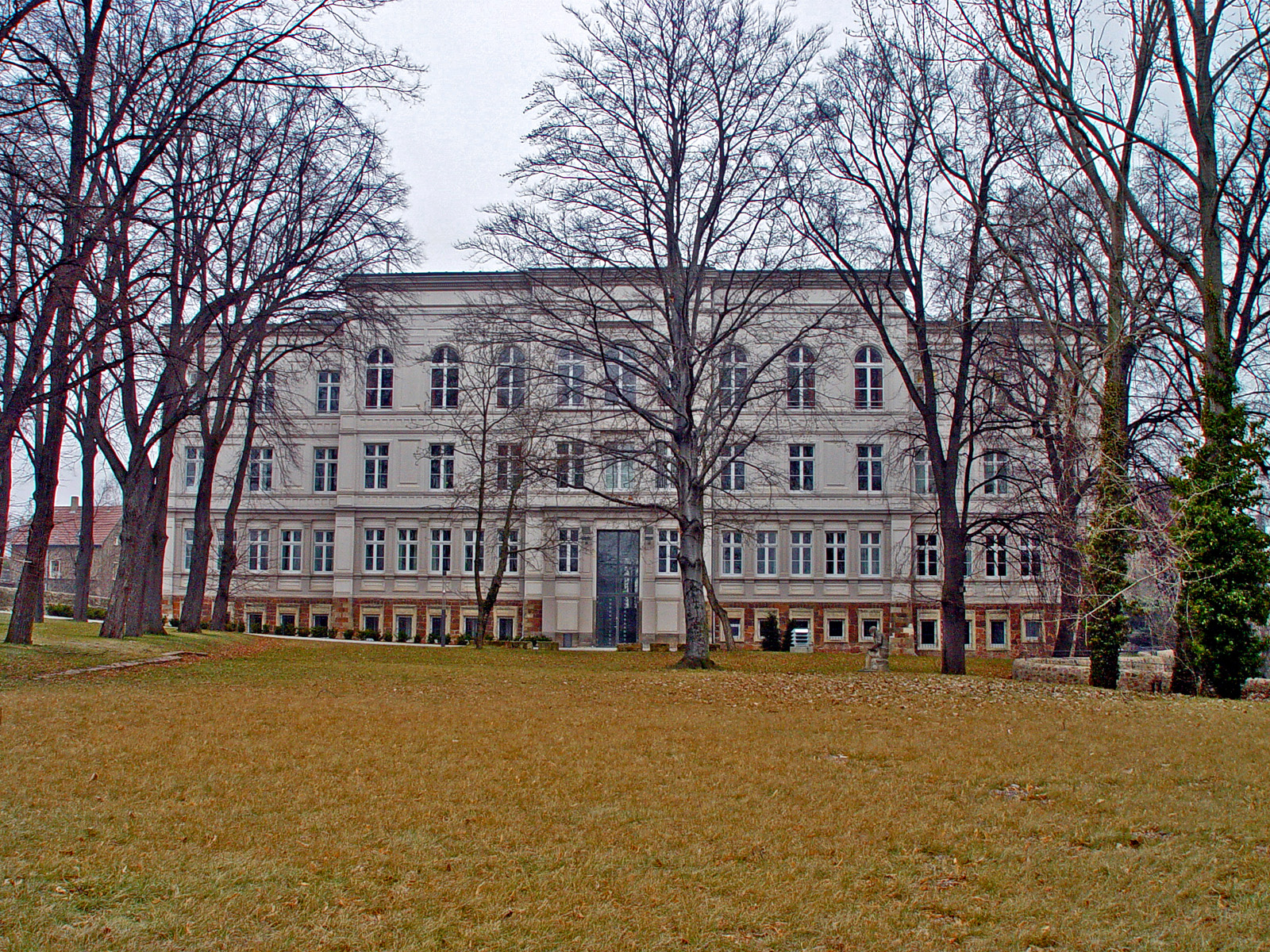
Gimnazjum św. Afry
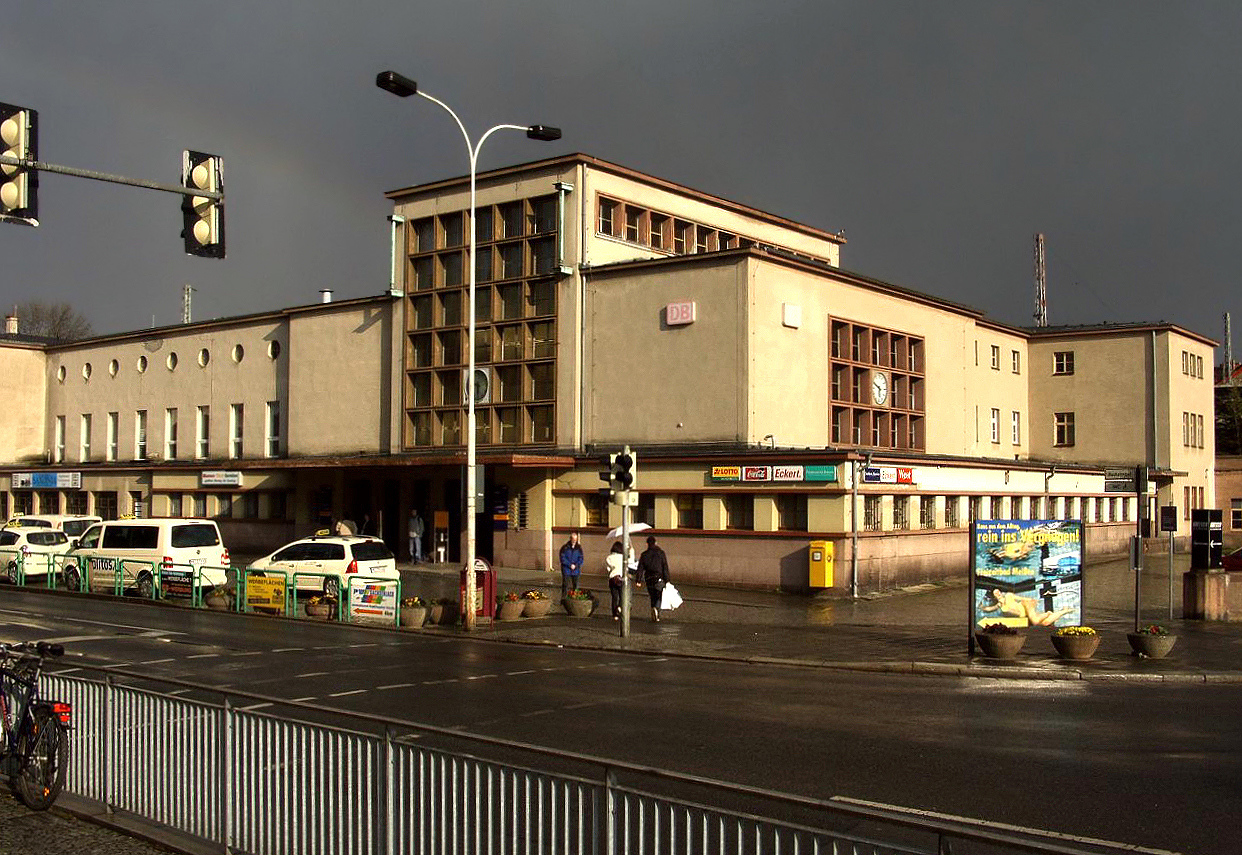
Dworzec kolejowy